# 世界零距離
《世界零距離》是香港電視廣播有限公司新聞及資訊部製作的新聞遊蹤節目，由記者方東昇、陳沛珈及余凱婷／黃曉瑩到不同冷門國家進行採訪，以各國各地與香港切身關注的議題作比較，剖析兩地差異。
《世界零距離》為2014無綫節目巡禮節目之一，當中介紹此節目將會到訪不丹、瓦努阿圖、索馬里蘭、巴西及湯加，但節目除了索馬里蘭沒有到訪外，其餘地方均有進行採訪，另外還有到達直布羅陀、牙買加、約旦、立陶宛及蒙古國採訪。第二輯為2015無綫節目巡禮節目之一，節目宣傳片中介紹將會到訪法屬圭亞那、開曼群島、列支敦士登、福克蘭群島，另外還有到達委內瑞拉、斐濟、圖瓦盧、格陵蘭以及再到瓦努阿圖採訪。第三輯為2016無綫節目巡禮節目之一。
有別於以往無綫電視的旅遊節目，《世界零距離》系列是由新聞記者主持，並非由藝人主持，令人耳目一新。而主持方東昇一反新聞報道中的嚴肅形象，以生動有趣的方式旁白，並加入大量爛gag金句，令《世界零距離II》（半小時全紀錄）更一度成為網民熱話，最高收視錄得25點（約161萬觀眾）。因第二輯節目大受歡迎，無綫電視其後把第一輯半小時全紀錄重新上載於MyTV及無綫新聞網站予網民重溫。第二輯半小時全紀錄於《萬千星輝頒獎典禮2015》中獲得最佳資訊節目，然而三位主持並沒有到現場領獎，並由新聞部代表領獎。另外第二輯半小時全紀錄於香港電台舉辦的2015年度電視節目欣賞指數調查中排名第一。

## 幕後製作人員
- 監製
  - 袁志偉（第一至三輯）
  - 黃淑明（第二輯）
  - 許方輝（第三輯）
  - 李德成（助理監製）
- 編審 
  - 許方輝（第一至二輯，代編審）
  - 李德成（第一至三輯）
  - 黃淑明（第二至三輯）
  - 袁志偉（第二至三輯）（時任總監）
- 編輯
  - 方東昇，兼任本節目主持（第一至二輯）
  - 黃曉瑩，兼任本節目主持（第二輯）
  - 陳沛珈，兼任本節目主持（第三輯）

## 每輯簡介
- 第一輯於2013年12月2日起逢星期一至五晚上19:55（2014年1月6日起改於晚上20:55）於互動新聞台首播，並由Columbia專業戶外裝備呈獻，由方東昇、陳沛珈及余凱婷主持，並於無綫新聞網站提供節目重溫，另設記者採訪手記網誌；2014年7月28日起逢星期一19:00於翡翠台播出半小時全紀錄版本，並由「Columbia戶外裝備」贊助播放。
- 《世界零距離II》（英語：Big Big World 2）在2015年4月6日起逢星期一至五13:55於互動新聞台及TVB新聞台首播，並由「Columbia專業戶外裝備」贊助播放，由方東昇、陳沛珈、黃曉瑩主持；2015年10月5日起逢星期一至五22:30於翡翠台及高清翡翠台播出半小時全紀錄版本，由「雅居樂地產聯展」贊助播放。
- 《世界零距離III》（英語：Big Big World 3）在2016年5月30日起逢星期一至五11:25於互動新聞台及TVB新聞台首播，並由「獅王休足時間」贊助播放，由方東昇、陳沛珈、黃曉瑩主持；2017年1月9日起逢星期一至五22:30於翡翠台播出半小時全紀錄版本，由「AIGLE」贊助播放。

## 獎項

### 萬千星輝頒獎典禮2015
| 獎項             | 獲奬單位         |
| ---------------- | ---------------- |
| 「最佳資訊節目」 | 《世界零距離II》 |

## 外部連結
第一輯
- 無綫電視節目網頁 - 世界零距離 （页面存档备份，存于）
- 無綫新聞《世界零距離》半小時全紀錄 專題節目重溫網頁 （页面存档备份，存于）

第二輯
- 無綫新聞《世界零距離 II》專題節目重溫網頁 （页面存档备份，存于）
- 無綫電視節目網頁 - 世界零距離 II （页面存档备份，存于）
- 無綫新聞《世界零距離 II》半小時全紀錄 專題節目重溫網頁 （页面存档备份，存于）

第三輯
- 無綫電視節目網頁 - 世界零距離 III （页面存档备份，存于）
- 無綫新聞《世界零距離 III》半小時全紀錄 專題節目重溫網頁 （页面存档备份，存于）